# Joe & Jake
Joe & Jake — британський поп-дует, створений 2015 року учасниками британського «Голосу» Джо Вулфордом (англ. Joe Woolford) і Джейком Шейкшафтом (англ. Jake Shakeshaft). 2016 року вони представляли Велику Британію на Євробаченні 2016 в Стокгольмі з піснею «You're Not Alone».